# СС-полицијски пук самозаштите Санџака
СС-полицијски пук самозаштите Санџака (њем. SS-Polizei Selbstschutz Regiment Sandschak, хрв. SS-policijska pukovnija samozaštite Sandžaka), познат и као Легија Кремплер, била је јединица Шуцштафела (СС) коју је на подручју Санџака успоставио старији официра Вафен-СС-а Карл фон Кремплер. У октобру је посјетио Санџак и преузео мјесну добровољачку милицију са сједиштем у Сјеници коју је чинило око 5.000 муслимана антикомуниста и антисрба.
Пук је створен спајањем три батаљона албанских колаборационистичких трупа са једним батаљоном Муслиманске милиције Санџака. Нијемци нису могли обезбједити униформе, оружје и опрему за више од једног батаљона, па су други остали у јединицама Муслиманске милиције. Након тога се ова формација понекад звала Борбена група Кремплер (њем. Kampfgruppe Krempler) или подругљивије Муслиманска група фон Кремплера (њем. Muselmanengruppe von Krempler). Кремплер је именовао Сулејмана Пачариза за формалног команданта јединице, али је он као кључни војни тренер и контакт особа за њемачког оружје и миницију, практично имао контролу. У једном тренутку у Сјеници дјеловало је око 2.000 припадника пука. Врховни заповједник свих полицијских снага био је СС и полицајфирер Аугуст Мајснер који је у вези полицијских акција одговарао само рајхсфиреру СС-а Хајнриху Химлеру.
Сви новорегрутовани припадници пука послати су на двомјесечну обуку у Рашку и Вучитрн. Обучавали су их Фолксдојчери. Поред војне обуке, учили су њемачки језик, прво војне команде, а затим и да говоре. Пјевали су њемачке корачице док су марширали кроз насељена мјеста.
У августу 1944. учествовали су у операцији Рибецал под командом 5. СС добровољачког планинског корпуса. Југословенски партизани поразили су пук 14. октобра 1944. током изненадног напада током којег су заузели Сјеницу и потиснули га до Дуге Пољане, 23 километра источно. Овом акцијом означен је крај јединице у Санџаку, иако су Нијемци поново заузели Сјеницу 25. октобра 1944. године. У новембру 1944, Пачариз се са својим трупама повукао у Сарајево гдје је пук стављен под команду усташког генерала Вјекослава Лубурића. Пачариз је унапријеђен у усташког пуковника.
Пачариз је заробљен у близини Бање Луке 1945, гдје му је суђено и пресуђено кривим за масакре над цивилима. Погубљен је као ратни злочинац.